# Utrechtse Biologen Vereniging
De Utrechtse Biologen Vereniging (UBV) is de studievereniging voor biologiestudenten aan de Universiteit Utrecht.

## Karakteristieken
De vereniging is de grootste biologie-studievereniging van Nederland. De vereniging opereert vanuit het Koningsbergergebouw op de Uithof in Utrecht.

## Geschiedenis
De vereniging werd opgericht op 19 februari 1924 door de Utrechtse botanicus prof. dr. F.A.F.C. Went en zijn assistent dr. A.M. Hartsema. De vereniging was oorspronkelijk een steunfonds, bedoeld om botanici uit Midden-Europa naar Nederland te halen voor het geven van voordrachten. Korte tijd later traden ook zoölogen toe tot de organisatie.

## Interne structuur
Het bestuur van de vereniging bestaat uit zes leden en wisselt jaarlijks in september tijdens een Wissel-ALv in het Academiegebouw.

## Externe structuur
De UBV is aangesloten bij VIDIUS, de belangenorganisatie voor studenten in Utrecht. Daarnaast heeft zij zeven zusterverenigingen in Nederland, waaronder de Amsterdamse studievereniging Congo en de Groningse studievereniging GLV Idun.

## Varia
De UBV kent meerdere ereleden, waaronder primatoloog en hoogleraar Jan van Hooff, bioloog en hoogleraar Hans Clevers en hoogleraar Anna Akhmanova.
Biologica (WUR) · BeeVee (RU) · Congo (UvA) · Gyrinus natans (VU) · Idun (RUG) · LBC (UL) · UBV (UU)